# اينار بورش
اينار بورش هو سياسي نرويجي، ولد في 14 سبتمبر 1870 في ستافانغر في النرويج، وتوفي في 3 يناير 1952 في Jevnaker ‏ في النرويج. نشط حزبياً في حزب المحافظين وحزب الوسط. وقد انتخب عضو برلمان النرويج ‏ عن دائرة Oppland (Storting constituency) ‏ وقد انضم خلال فترته النيابية ‏ (1937 – 1945) للكتلة البرلمانية حزب الوسط وانتخب عضو برلمان النرويج ‏ عن دائرة Oppland (Storting constituency) ‏ وقد انضم خلال فترته النيابية ‏ (1925 – 1927) للكتلة البرلمانية حزب الوسط وانتخب عضو برلمان النرويج ‏ عن دائرة Oppland (Storting constituency) ‏ وقد انضم خلال فترته النيابية ‏ (1922 – 1924) للكتلة البرلمانية حزب الوسط.